# Kommandozentrale
Eine Kommandozentrale ist ein Gebäude, Raum, Zelt oder eine sonstige, speziell eingerichtete Örtlichkeit, welche dazu dient, militärische und/oder technische Vorgänge zentral zu steuern und zu koordinieren.
Im militärischen Sinne ist die Kommandozentrale das Hauptquartier. In Kriegsschiffen spricht man von Operationszentrale.

## Beispiele

Kriegsstube in Lübeck

- Cabinet War Rooms, die geheime unterirdische Kommandozentrale der britischen Kriegsführung im Zweiten Weltkrieg.
- Mission Control Center – die Kommandozentrale der US-amerikanischen Raumfahrt
- Einsatzleitwagen 3 – mobile Kommandozentrale der deutschen Katastrophenschutzeinheiten
- Lagezentren als Organisationseinheit einer Behörde
- Prenden – unterirdische Kommandozentrale „Objekt 5001“ des Nationalen Verteidigungsrates der DDR
- Kriegsstube im Lübecker Rathaus –  hier tagten seit der zweiten Hälfte des 17. Jahrhunderts die „Kriegsherren“ genannten beiden Ratsherren, die im Lübecker Rat das Militärwesen der Freien Reichsstadt unter sich hatten.[1]

Auch in Filmen wie Dr. Seltsam oder: Wie ich lernte, die Bombe zu lieben und WarGames – Kriegsspiele werden Kommandozentralen als War Rooms dargestellt: ein großer Saal mit überdimensionalen Bildschirmen und einem großen runden Tisch oder mehreren Konsolen.
Alex Kendricks Film „War room“ (2015) handelt im übertragenen Sinn von der Planung eines „Krieges“, in diesem Fall in einem geistlichen Sinne.